# Алгинатни завој
Алгинатни завој или алгинатна облога је природни завој за рану добијен из извора угљених хидрата које ослобађају клиничке бактеријске врсте, на исти начин као и формирање биофилма. Ове врсте завоја најбоље се користе на ранама које имају велику количину ексудата. Могу се користити на опекотинама пуне дебљине, хируршким ранама, донорским местима подељене дебљине графта, дефектима Мохсове операције, ватросталним декубитима и хроничним улкусима. Такође се могу применити на суве ране након што се нормални физиолошки раствор прво нанесе на место примене.
Алгинатни завоји се производе од калцијумових и натријумових соли алгинске киселине, полисахарида који садржи јединице мануронске и гулуронске киселине. Алгинат се у почетку екстрахује из ћелијског зида смеђих морских алги. Алгинатни завоји могу бити у облику замрзавањем осушених, порозних (пенастих) листова или флексибилних влакана. Флексибилна влакна се користе за лечење кавитетних рана. Алгинат ће формирати гел у контакту са ексудатом ране и дати му јаку моћ упијања.
Нема доказа о супериорној ефикасности код оних са дијабетичким улкусима стопала.

## Особине алгинатних завоја
Својства гелирања алгината се приписују присуству јона калцијума који помажу у формирању споро разградивог умреженог полимерног гела. Када дође у контакт са раном која излучује, долази до реакције јонске размене између јона калцијума у завоју и јона натријума у серуму или течности за рану. Када се значајан део јона калцијума на влакнима замени натријумом, влакно набубри и делимично се раствара формирајући масу налик гелу.
Формирани гел је високо хидрофилан, што ограничава излучивање ране и минимизира бактеријску контаминацију.
Алгинати богати мануронатом формирају меке гелове, док они богати гулуронском киселином формирају чвршће гелове са већом упијањем ексудата. 

## Својства у зарастању рана
Калцијум алгинатне облоге могу помоћи у производњи мишјих фибробласта и ин витро, људских фибробласта. Познато је да фибробласти учествују у регенерацији и зарастању ткива. Показало се да калцијум алгинат активира људске макрофаге да производе ТНФα (фактор некрозе тумора α) који је укључен у сигнале упале и последично у процес зарастања рана.
Такође, применом овог завоја механизми згрушавања током прве фазе зарастања рана могу бити побољшани калцијум алгинатом.
Упоредна студија хидроколоидних завоја и алгината показала је да алгинатни гелови остају на рани дуже од хидроколоидних.
Рана употреба алгината као хемостатика и завоја за ране и њихов очигледан недостатак токсичност су дискутабилни.

## Примена
Алгинатни завоји су корисни за ране са умереним до јаким излучивањем секрета.  Код рахлих рана које такође производе ексудат, алгинатни завој обезбеђује влажан покривач како би се спречило исушивање ране и омогућило бржем зарастању ране. Уобичајене ситуације у којима се може применити алгинатни завој су:
- декубитус,
- дијабетички чир на стопалу
- шупљинске ране,
- венски улкуси ногу
- постоперативне ране
- траимом изазване ране

У облику влакана заробљених у рани, алгинат је лако биоразградив и може се испрати  физиолошким раствором, што омогућава да се током уклањање завоја не уништава створено гранулационо ткиво, чинећи промену завоја практично безболном.
Особина лаке биоразградње се користи за израду алгинатних шавова који се користе за хируршко затварање рана.
Алгинатни завоји се могу оставити непромењени 5 до 7 дана осим ако се не достигне капацитет ексудата. Код инфицираних рана, лежиште ране треба прегледати свакодневно.

## Недостаци
Пошто алгинатни завоји захтевају влагу да би ефикасно функционисали, он се не може користити за суве ране и оне прекривене тврдим некротичним ткивом. 
Како овај завој може дехидрирати рану, он на известан начин може одлагати зарастање и то је његовв главни недостатак.